# Chiaravalle Centrale
Chiaravalle Centrale là một đô thị thuộc tỉnh Catanzaro trong vùng Calabria của nước Ý. Đô thị này có diện tích 23,3 km2, dân số là 5363 người (2019).